# Регионализам (политика)
Регионализам је политичка идеологија која настоји да повећа политичку моћ, утицај и/или самоопредељење народа једне или више поднационалних регија. Фокусира се на „развој политичког или друштвеног система темељеног на једној или више” регија и/или националним, нормативним или економским интересима одређене регије, групе регија или другог поднационалног ентитета, који добија снагу од или има за циљ јачање „свест и лојалност посебном региону са хомогеним становништвом”, слично национализму. Тачније, „регионализам се односи на три различита елемента: покрете који захтевају територијалну аутономију унутар унитарних држава; организацију централне државе на регионалној основи за спровођење њених политика укључујући политике регионалног развоја; политичку децентрализацију и регионалну аутономију”.